# Limnophila (Limnophila) eutheta
Limnophila (Limnophila) eutheta is een tweevleugelige uit de familie steltmuggen (Limoniidae). De soort komt voor in het Neotropisch gebied.